# Apteroscirtus denudatus
Apteroscirtus denudatus är en insektsart som beskrevs av Karsch 1891. Apteroscirtus denudatus ingår i släktet Apteroscirtus och familjen vårtbitare. Inga underarter finns listade i Catalogue of Life.